# Józef Prokopowicz

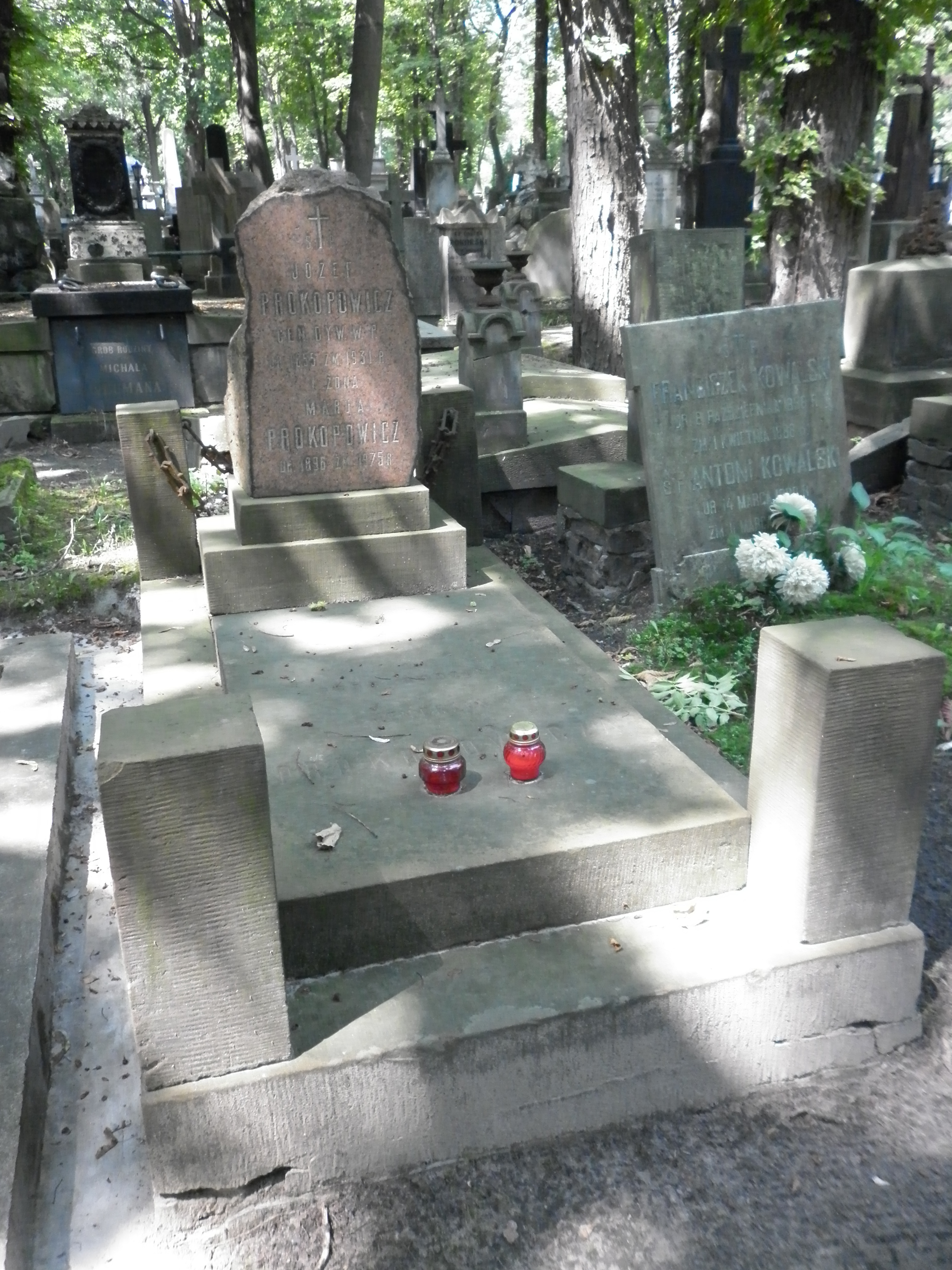
Grób Józefa Prokopowicza na cmentarzu Powązkowskim

Józef Prokopowicz (ur. 11 listopada 1855 w Warszawie, zm. 29 listopada 1931 tamże) – generał dywizji Wojska Polskiego.

## Życiorys
Był synem Wincentego, prawnika i redaktora, i Natalii z Klimkiewiczów. W 1872, po ukończeniu III Gimnazjum w Warszawie, wstąpił do Armii Imperium Rosyjskiego. Ukończył szkołę junkrów kawalerii w Jelizawietgradzie i Oficerską Szkołę Kawalerii. W latach 1877–1878 walczył na wojnie rosyjsko-tureckiej. Odznaczył się podczas oblężenia Plewny, w trakcie którego został ciężko ranny. W 1907 objął dowództwo 16 Irkuckiego Pułku Huzarów. Później przeniesiony został w stan spoczynku i zamieszkał w Rydze. 2 lipca 1914 został reaktywowany. 1 września tego roku objął dowództwo 59 Konnej Brygady Pospolitego Ruszenia. Z końcem 1914 powołany został na stanowisko komendanta garnizonu Carskie Sioło. Wiosną 1915 powierzone zostało mu dowództwo Samodzielnej Brygady Konnej. 29 listopada tego roku wyznaczony został na stanowisko dowódcy 2 Samodzielnej Nadbałtyckiej Brygady Konnej. Równocześnie z funkcją dowódcy brygady przez dwa lata sprawował dowództwo zachodniego odcinka frontu w Finlandii. 14 stycznia 1918 ranny dostał się do niewoli fińskiej. Latem tego roku został zwolniony z niewoli.
8 stycznia 1919 przyjęty został do Wojska Polskiego, z zatwierdzeniem posiadanego stopnia generała podporucznika ze starszeństwem z 11 listopada 1911, i przydzielony do Rezerwy Oficerów. W lutym tego roku został przewodniczącym Komisji Dochodzeniowej w Sekcji Marynarki Wojennej Ministerstwa Spraw Wojskowych, a w następnym miesiącu przewodniczącym Komisji Inspekcyjnej do Spraw Powiatowych Komend Uzupełnień w byłej Galicji. Od sierpnia 1919 sprawował kolejno funkcje: przewodniczącego Komisji do Spraw Obozu Jeńców w Strzałkowie oraz dowódcy Okręgu Etapowego Wołkowysk i Okręgu Etapowego Mołodeczno. W lipcu 1920 przeniesiony został do Stacji Zbornej Oficerów w Warszawie. Z dniem 1 kwietnia 1921 przeniesiony został w stan spoczynku, w stopniu generała podporucznika. 26 października 1923 zatwierdzony został przez Prezydenta RP Stanisława Wojciechowskiego w stopniu generała dywizji.
Po raz pierwszy zawarł związek małżeński z Barbarą Trejarow, z którą miał czworo dzieci. W 1924, po śmierci Barbary, ożenił się z Marią Robertą Hausmann.
Zmarł 29 listopada 1931 w Warszawie. Pochowany na cmentarzu Powązkowskim (kwatera 30-1-9)

## Awanse
- pułkownik - 1904
- generał major - 11 listopada 1911
- generał dywizji - 26 października 1923

## Odznaczenia
- Krzyż Komandorski Orderu Odrodzenia Polski (2 maja 1923)[6]